# Anagrus putnamii
Anagrus putnamii is een vliesvleugelig insect uit de familie Mymaridae. De wetenschappelijke naam is voor het eerst geldig gepubliceerd in 1864 door Packard.